# カルロス・レナト・フレデリコ
カルロス・レナト・フレデリコ（Carlos Renato Frederico、1957年2月21日 - ）は、ブラジル・サンパウロ州出身の元サッカー選手、サッカー指導者。ポジションはフォワード（センターフォワード、右ウイング）、ミッドフィールダー（攻撃的ミッドフィールダー、右サイドハーフ）。日本での登録名はレナト。出身地の名を冠してレナト・モルンガバとも称される。

## クラブ経歴

### ブラジル時代
カンピーナス近郊のモルンガバの出身で、少年時代はフットサルで技術を磨いた。16歳の時にSEパルメイラスのテストを受けたが落選し、そのしばらく後にアダイウトン・ラデイラの勧いを受けてグアラニFCの育成組織に加入した。1975年にプロ契約を締結すると、中盤のほか右ウイングやストライカーを務めた。1978年、カルロス・アルベルト・シルバ監督の下で、ゼノンやゼ・カルロスとともに中盤を形成。同年のブラジル全国選手権では準々決勝のスポルチ・レシフェ戦や準決勝のCRヴァスコ・ダ・ガマ戦で得点を決めるなど、全32試合に出場し、チームメイトのゼノンやカレカの13得点に次ぐ10得点をあげて初優勝に貢献した。
1980年、カルロス・アルベルト・シルバ監督とともにサンパウロFCへ移籍。サンパウロではオスカー、ゼ・セルジオ、セルジーニョらとチームメイトとなり、4シーズンの間に2度のサンパウロ州選手権優勝（1980年、1981年）を経験、個人としては通算298試合に出場し100得点をあげた。
1984年までサンパウロで過ごしたがシリーニョ監督の下では構想外となり、1985年にボタフォゴFRに移籍。ボタフォゴではクラブの財政状況やチーム内の人間関係が悪化していたのに加え、自身も結果を残すことはできずに終わった。
1986年にアトレチコ・ミネイロへ移籍すると、テレ・サンターナやジャイール・ペレイラといった監督の下で復調を果たし、2度のミナスジェライス州選手権優勝（1986年、1988年）を経験。1987年のコパ・ウニオンでは準決勝でCRフラメンゴに敗れたものの、サンパウロのミューレルに次いで得点ランキングの2位に入り、ボーラ・ジ・プラッタ（ベスト11）に選ばれた。また、1988年5月8日に行われたボア・エスペランサFC戦では135秒間にハットトリックを達成している。

### 日産自動車、横浜マリノス
1989年夏、サンパウロ時代の同僚のオスカーからの誘いを受けて日本サッカーリーグ (JSL) 1部の日産自動車サッカー部に加入。同年8月、合流後初の公式戦となったアジアクラブ選手権1989-90予選ラウンド（中国・瀋陽市で集中開催）では、第2戦のハップ・カン戦で4得点。1989-90シーズンの幕開けとなる第14回JSLカップでは、決勝のヤマハ発動機戦こそ暑さにより精彩を欠き無得点に終わったものの、2回戦の川崎製鉄戦、3回戦の全日空戦、フジタ戦といずれも先制点をあげる活躍を見せた。また、同年10月1日に行われたJSLオールスターサッカーでは同僚の木村和司、水沼貴史らとともにWESTの選手として出場し、水沼のアシストから1得点を決めた。
加入当初は中盤での起用となったが、シーズン半ばからフォワードに定着。同年冬の第69回天皇杯では準決勝の読売クラブ戦で決勝ゴール、決勝のヤマハ発動機戦でも同点ゴールをあげて優勝に貢献した。リーグ戦では優勝の行方を左右する一戦となった第15節の古河電工戦で1得点1アシストの活躍、第11節と第22節の日立製作所戦でのハットトリックを含む17得点をあげて得点王となり、リーグ優勝に貢献した。
翌1990-91シーズンは、第15回JSLカップ決勝の古河電工戦では先制ゴールを決めて優勝に貢献した。リーグ戦では読売クラブに競り負け3連覇を逃したものの、自身は10得点をあげて2年連続で得点王となった（戸塚哲也、北沢豪と同時受賞）。
1991-92シーズン、第71回天皇杯決勝の読売クラブ戦ではエバートンの先制点に繋がる飛び出しを見せると、1-1の同点で迎えた延長戦では水沼の左クロスを相手DFを背負いながら後方に落とし、木村和の決勝点をアシストした。さらに前線での巧みなキープから山田隆裕の3点目のゴールをアシストし、終了間際にはダメ押しとなる4点目のゴールをあげるなど全得点に絡み、優勝に貢献した。リーグ戦では1992年1月26日に行われた第14節のトヨタ自動車戦を最後に欠場が続いたため3季連続の得点王を逃したものの、2月7日に行われた第2回アジアカップウィナーズカップ決勝、アル・ナスルとの第2戦ではハットトリックを決め大会制覇に貢献した。
同年、プロ化により横浜マリノスへ移行後もチームに在籍。成長株の神野卓哉とポジションを争うことになったが、ナビスコカップでは第4節のサンフレッチェ広島戦での1得点、第72回天皇杯では無得点に終わった。
1993年1月17日に行われた第3回アジアカップウィナーズカップ決勝、ペルセポリスFCとの第1戦が日産および横浜Mでの最後の試合出場となり、0-1のスコアで迎えた82分に山田のクロスから左足でゴールを決めラストゲームを飾った。

## 代表経歴
ブラジル代表としてはクラウジオ・コウチーニョ監督時代の1979年に初招集され、同年7月26日に行われたコパ・アメリカ1979グループリーグ、ボリビア代表戦でデビューした。
コウチーニョの後任のテレ・サンターナの下でも引き続き代表に招集され、1980年12月から1981年1月にかけてウルグアイで開催された1980 ムンディアリートでは、グループリーグ初戦のアルゼンチン代表戦に出場。1982年1月26日に行われた東ドイツ代表との国際親善試合で代表初得点を記録し、同年6月にスペインで開催された1982 FIFAワールドカップの代表メンバーに選ばれたが、10番を背負うジーコの控えという立場だったこともあり出場機会はなかった。
1983年にはカルロス・アルベルト・パレイラ監督の下でコパ・アメリカ1983の代表メンバーに招集され、決勝のウルグアイ代表戦を含む6試合に出場した。
1987年、クラブでの好調ぶりもありカルロス・アルベルト・シルバ監督の下で4年ぶりに代表に招集。同年12月9日に行われたチリ代表との国際親善試合に出場し決勝点を挙げたが、この年が最後のブラジル代表への招集となった。代表での通算成績は国際Aマッチ22試合出場3得点。

### キャリアの晩年と引退後
横浜Mを退団後、ジャパンフットボールリーグの日立FC柏レイソルに加入。日本でのキャリア晩年には膝の軟骨に問題が生じ、医師からはサッカーを続けられなくなると診断されており、6か月ほど在籍した後、ブラジルへ帰国した。帰国後、理学療法士を介して古巣のグアラニに練習参加の申し入れをしたが連絡はなく、AAポンチ・プレッタへ加入することになった。ライバルチームへの移籍ということもあり、双方のサポーターからは批判の声もあった。その後、ECタウバテでプレーし1997年に現役を引退した。
引退後はサンパウロの郊外にあるイタチバでサッカースクールを開いていた。2015年に古巣のグアラニに復帰し、ユース部門のコーチを務めたが2017年1月に成績不振により辞任した。その後、トップチームのコーチなどの役職を経て、2020年時点では同クラブのベースコーディネイターを務めている。

## エピソード
- 愛称の「ペムーショ」とはFIFAワールドカップ・スペイン大会の際に付けられたもので、「萎んだ足」を意味する[3]。当時のブラジル代表には強烈なシュート力を持つ選手が多く、レナトは彼らのようなシュート力を持ち合わせていなかったことが由来とも[3]、練習中に酷い蹴り方をして遊んでいたソクラテスやジュニオールが名付けたものともいわれたが[40]、2018年になりジュニーニョ・フォンセカが名付けたものだと明らかにした[40]。ジュニーニョ・フォンセカはグアラニのライバルにあたるAAポンチ・プレッタに所属しレナトとはライバル関係にあったといい、冗談で名付けたのだと語っている[40]。

## 個人成績
出典
| 国内大会個人成績 | 国内大会個人成績 | 国内大会個人成績 | 国内大会個人成績 | 国内大会個人成績                     | 国内大会個人成績                        | 国内大会個人成績 | 国内大会個人成績 | 国内大会個人成績 | 国内大会個人成績 | 国内大会個人成績 | 国内大会個人成績 |
| 年度             | クラブ           | 背番号           | リーグ           | リーグ戦                             | リーグ戦                                | リーグ杯         | リーグ杯         | オープン杯       | オープン杯       | 期間通算         | 期間通算         |
| 年度             | クラブ           | 背番号           | リーグ           | 出場                                 | 得点                                    | 出場             | 得点             | 出場             | 得点             | 出場             | 得点             |
| ブラジル         | ブラジル         | ブラジル         | ブラジル         | リーグ戦                             | リーグ戦                                | ブラジル杯       | ブラジル杯       | オープン杯       | オープン杯       | 期間通算         | 期間通算         |
| ---------------- | ---------------- | ---------------- | ---------------- | ------------------------------------ | --------------------------------------- | ---------------- | ---------------- | ---------------- | ---------------- | ---------------- | ---------------- |
| 1975             | グアラニ         |                  | セリエA          | 21                                   | 5                                       | -                | -                | -                | -                | 21               | 5                |
| 1976             | グアラニ         |                  | セリエA          | 13                                   | 3                                       | -                | -                | -                | -                | 13               | 3                |
| 1977             | グアラニ         |                  | セリエA          | 14                                   | 6                                       | -                | -                | -                | -                | 14               | 6                |
| 1978             | グアラニ         |                  | セリエA          | 32                                   | 10                                      | -                | -                | -                | -                | 32               | 10               |
| 1979             | グアラニ         |                  | セリエA          | 0                                    | 0                                       | -                | -                | -                | -                | 0                | 0                |
| 1980             | サンパウロ       |                  | セリエA          | 17                                   | 5                                       | -                | -                | -                | -                | 17               | 5                |
| 1981             | サンパウロ       |                  | セリエA          | 11                                   | 0                                       | -                | -                | -                | -                | 11               | 0                |
| 1982             | サンパウロ       |                  | セリエA          | 18                                   | 12                                      | -                | -                | -                | -                | 18               | 12               |
| 1983             | サンパウロ       |                  | セリエA          | 22                                   | 13                                      | -                | -                | -                | -                | 22               | 13               |
| 1984             | サンパウロ       |                  | セリエA          | 14                                   | 3                                       | -                | -                | -                | -                | 14               | 3                |
| 1985             | ボタフォゴ       |                  | セリエA          | 17                                   | 2                                       | -                | -                | -                | -                | 17               | 2                |
| 1986             | アトレチコ-MG    |                  | セリエA          | 27                                   | 4                                       | -                | -                | -                | -                | 27               | 4                |
| 1987             | アトレチコ-MG    |                  | セリエA          | 17                                   | 8                                       | -                | -                | -                | -                | 17               | 8                |
| 1988             | アトレチコ-MG    |                  | セリエA          | 23                                   | 8                                       | -                | -                | -                | -                | 23               | 8                |
| 1989             | アトレチコ-MG    |                  | セリエA          | 0                                    | 0                                       | -                | -                | -                | -                | 0                | 0                |
| 日本             | 日本             | 日本             | 日本             | リーグ戦                             | リーグ戦                                | JSL杯/ナビスコ杯 | JSL杯/ナビスコ杯 | 天皇杯           | 天皇杯           | 期間通算         | 期間通算         |
| 1989-90          | 日産             | 26               | JSL1部           | 22                                   | 17                                      | 4                | 4                | 5                | 4                | 31               | 25               |
| 1990-91          | 日産             | 26               | JSL1部           | 22                                   | 10                                      | 4                | 1                | 5                | 5                | 31               | 16               |
| 1991-92          | 日産             | 9                | JSL1部           | 14                                   | 8                                       | 3                | 0                | 5                | 6                | 22               | 14               |
| 1992             | 横浜M            | -                | J                | -                                    | -                                       | 6                | 1                | 4註1             | 0                | 10               | 1                |
| 1993             | 柏               | 9                | 旧JFL1部         | 0                                    | 0                                       | -                | -                | -                | -                | 0                | 0                |
| ブラジル         | ブラジル         | ブラジル         | ブラジル         | リーグ戦                             | リーグ戦                                | ブラジル杯       | ブラジル杯       | オープン杯       | オープン杯       | 期間通算         | 期間通算         |
| 1994             | ポンチ・プレッタ |                  | セリエB          |                                      |                                         |                  |                  | -                | -                |                  |                  |
| 1995             | ポンチ・プレッタ |                  | セリエB          |                                      |                                         |                  |                  | -                | -                |                  |                  |
| 1996             | ポンチ・プレッタ |                  | セリエB          |                                      |                                         |                  |                  | -                | -                |                  |                  |
| 1997             | タウバテ         |                  | SP セリエA3      |                                      |                                         |                  |                  | -                | -                |                  |                  |
| 通算             | ブラジル         | ブラジル         | セリエA          | 166                                  | 55\|\|\|\|\|\|colspan=2\|-\|\|166\|\|55 |                  |                  |                  |                  |                  |                  |
| 通算             | ブラジル         | ブラジル         | セリエB          | \|\|\|\|\|\|\|\|colspan=2\|-\|\|\|\| |                                         |                  |                  |                  |                  |                  |                  |
| 通算             | 日本             | 日本             | J                | -                                    | -                                       | 6                | 1                | 4                | 0                | 10               | 1                |
| 通算             | 日本             | 日本             | JSL1部           | 58                                   | 35                                      | 11               | 5                | 15               | 15               | 84               | 55               |
| 通算             | 日本             | 日本             | 旧JFL            | 0                                    | 0                                       | -                | -                | -                | -                | 0                | 0                |
| 総通算           | 総通算           | 総通算           | 総通算           | \|\|\|\|\|\|\|\|\|\|\|\|\|\|         |                                         |                  |                  |                  |                  |                  |                  |

註1 1回戦の金沢クラブ戦のメンバーについては不明。
その他の公式戦
- 1990年
  - コニカカップ 6試合2得点
- 1991年
  - コニカカップ 7試合1得点
- 1992年
  - ゼロックス・チャンピオンズ・カップ 1試合0得点

## 代表歴
- 1979年 - 1987年 ブラジル代表
  - 代表通算 - 22試合3得点[36]
  - 1982年 - ワールドカップスペイン大会
  - 1983年 - コパ・アメリカ (準優勝)

| ブラジル代表 | 国際Aマッチ | 国際Aマッチ |
| 年           | 出場        | 得点        |
| ------------ | ----------- | ----------- |
| 1979         | 1           | 0           |
| 1980         | 6           | 0           |
| 1981         | 3           | 0           |
| 1982         | 2           | 1           |
| 1983         | 8           | 1           |
| 1984         | 0           | 0           |
| 1985         | 0           | 0           |
| 1986         | 0           | 0           |
| 1987         | 2           | 1           |
| 通算         | 22          | 3           |

## 選抜歴
- JSLオールスターサッカー
  - 3回出場（1989年[13]、1991年[41]、1992年[42]）
- JSL選抜
  - 通算2試合1得点（JALカップサッカー90・FCバルセロナ戦[43]）

## タイトル

### クラブ
グアラニ
- ブラジル全国選手権：1回 (1978）

サンパウロ
- サンパウロ州選手権：2回 (1980、1981）

アトレチコ・ミネイロ
- ミナスジェライス州選手権：2回 (1986、1988）

日産自動車 / 横浜マリノス
- 日本サッカーリーグ：1回 (1989-90）
- 天皇杯：3回 (1989-90、1991-92、1992-93）
- JSLカップ：2回 (1989、1990)
- アジアカップウィナーズカップ：1回 (1991-92）

### 個人
- ボーラ・ジ・プラッタ：1回 (1987)[3][44]
- 日本サッカーリーグ得点王：2回 (1989-90、1990-91）[23][45]
- 年間優秀11人賞：2回 (1989-90、1990-91）[23][45]